# Буњетице
Буњетице (слч. Bunetice) насељено је мјесто са административним статусом сеоске општине (слч. obec) у округу Кошице-околина, у Кошичком крају, Словачка Република.

## Становништво
| Година:    | 1994. | 2004.    | 2014. | 2024.   |
| ---------- | ----- | -------- | ----- | ------- |
| Број људи: | 112   | 100      | 86    | 93      |
| Разлика:   |       | -10,71 % | -14 % | +8,13 % |

| Година:    | 2023. | 2024.   |
| ---------- | ----- | ------- |
| Број људи: | 90    | 93      |
| Разлика:   |       | +3,33 % |

Према подацима о броју становника из 2011. године насеље је имало 86 становника.